# Ringer-Bundesliga 1964/65
Die Ringer-Bundesliga 1964/65 war die erste Saison in der Geschichte der Ringer-Bundesliga. Ausgerichtet wurde sie vom Deutschen Athleten-Bund.
Sieger und damit erster deutscher Mannschaftsmeister der Ringer-Bundesliga wurde der ESV Sportfreunde Neuaubing.

## Modus
Die Saison bestand aus einer Vor- und einer Endrunde. In der Vorrunde fanden die Kämpfe in zwei Staffeln (Gruppe Nord und Gruppe Süd) statt, denen jeweils sechs Mannschaften zugeordnet waren.
Die Erst- und Zweitplatzierten aus den beiden Staffeln qualifizierten sich für die im K.-o.-System ausgetragene Endrunde. Sowohl in der Vor- als auch in der Endrunde bestritten aufeinandertreffende Mannschaften Vor- und Rückkämpfe.
Absteiger waren für diese Saison noch nicht vorgesehen, so dass alle Mannschaften auch in der Folgesaison in der Bundesliga antraten.

## Vorrunde
| Legende | Legende                           |
| ------- | --------------------------------- |
|         | Teilnahme an der Endrunde         |
| (M)     | Deutscher Mannschaftsmeister 1964 |

Der Start der Bundesliga erfolgte am 10. Oktober 1964 mit den ersten Vorrundenkämpfen.

### Staffel Nord
In der Nord-Gruppe konnte der Deutsche Mannschaftsmeister der Vorsaison SV Einigkeit Aschaffenburg-Damm vor Vizemeister ASV Heros Dortmund die Tabellenspitze erkämpfen.
| Pl. | Verein                              | K. | Kampfpkte. | Diff. | Pkte. |
| --- | ----------------------------------- | -- | ---------- | ----- | ----- |
| 1.  | SV Einigkeit Aschaffenburg-Damm (M) | 10 | 117:700    | +47   | 19:10 |
| 2.  | ASV Heros Dortmund                  | 10 | 106:740    | +32   | 14:60 |
| 3.  | KSV Neu-Isenburg                    | 10 | 108:910    | +17   | 11:90 |
| 4.  | Sport-Union Witten-Annen            | 10 | 090:820    | 0+8   | 10:10 |
| 5.  | ASV Mainz 88                        | 10 | 085:100    | −15   | 05:15 |
| 6.  | SV Siegfried Nordwest Berlin        | 10 | 056:137    | −81   | 01:19 |

### Staffel Süd
In der Süd-Gruppe setzten sich der ESV Sportfreunde Neuaubing und der ASV Schorndorf knapp vor dem KSV Köllerbach durch.
| Pl. | Verein                           | K. | Kampfpkte. | Diff. | Pkte. |
| --- | -------------------------------- | -- | ---------- | ----- | ----- |
| 1.  | ESV Sportfreunde Neuaubing       | 10 | 121:640    | +58   | 15:50 |
| 2.  | ASV Schorndorf                   | 10 | 119:790    | +40   | 15:50 |
| 3.  | KSV Köllerbach                   | 10 | 110:780    | +32   | 15:50 |
| 4.  | SV Siegfried Hallbergmoos        | 10 | 084:970    | −13   | 08:12 |
| 5.  | KSV Saarbrücken-Malstatt         | 10 | 080:121    | −41   | 06:14 |
| 6.  | AV Germania Freiburg St. Georgen | 10 | 061:132    | −71   | 01:19 |

## Endrunde

### Halbfinale
Im Halbfinale traten die beiden Staffelsieger gegen die beiden Zweitplatzierten der jeweils anderen Staffel gegeneinander an. Die beiden Erstplatzierten der Vorrunde, ESV Sportfreunde Neuaubing und SV Einigkeit Aschaffenburg-Damm, konnten sich gegen ihre Gegner durchsetzen und zogen ins Finale ein.
|                    |                                 | 1. Kampf | 2. Kampf | Gesamt |
| ------------------ | ------------------------------- | -------- | -------- | ------ |
| ASV Heros Dortmund | ESV Sportfreunde Neuaubing      | 9:80     | 6:90     | 15:17  |
| ASV Schorndorf     | SV Einigkeit Aschaffenburg-Damm | 8:10     | 4:13     | 12:23  |

### Finale
Der Hinkampf des Finales zwischen SV Einigkeit Aschaffenburg-Damm und ESV Sportfreunde Neuaubing fand am 31. Januar 1965 statt. In der Bachgauhalle in Großostheim konnten sich die Aschaffenburger vor 2600 Zuschauern mit 9:7 gegen Neuaubing durchsetzen. Der Rückkampf wurde am 7. Februar 1965 im Münchener Circus-Krone-Bau ausgetragen. 2500 Zuschauer sahen einen klaren Sieg der Neuaubinger Sportfreunde, die damit trotz der Vorkampf-Niederlage die Meisterschaft für sich entscheiden konnten.
|                                 |                            | 1. Kampf | 2. Kampf | Gesamt |
| ------------------------------- | -------------------------- | -------- | -------- | ------ |
| SV Einigkeit Aschaffenburg-Damm | ESV Sportfreunde Neuaubing | 9:7      | 6:11     | 15:18  |

## Die Meistermannschaft
Der Kader vom ESV Sportfreunde Neuaubing sah wie folgt aus: Yuksel Toramann, Abdurrahman Cay, Ewald Tauer, Walter Stich, Siegfried Schweitzer, Gottlieb Neumair, Hans Obermeier, Johann Sterr, Josef Gammel.